# Donald Sewell Lopez Jr.
Donald Sewell Lopez Jr. (* 1952 in Washington, D.C.) ist ein US-amerikanischer Autor und Professor für 'Buddhist and Tibetan Studies' an der University of Michigan. 1982 machte er seinen Ph.D. an der University of Virginia.
Er ist Mitglied der American Academy of Arts and Sciences (2000).
Seine Fachgebiete sind indischer- und tibetischer Buddhismus, tibetische Geschichte und tibetische Sprache.

## Werke
- Buddhism: A Journey through History, Yale University Press, New Haven, 2025, ISBN 978-0300234268
- Buddhism and Science: A Guide for the Perplexed. Univ. of Chicago Press, Chicago 2008, ISBN 978-0-226-49312-1
- Religions of Tibet in practice, Princeton Readings in Religions. Princeton University Press, Princeton 2007, ISBN 978-0-691-12972-3
- The madman's middle way: reflections on reality of the Tibetan monk Gendun Chopel. University of Chicago Press, Chicago 2006, ISBN 978-0-226-49317-6
- The Story of Buddhism: A Concise Guide to Its History & Teachings. Harper San Francisco, 2005, ISBN 978-0-06-009927-5
- Religions of India in Practice, Princeton Readings in Religions. Princeton University Press, Princeton 1995, ISBN 978-0-691-04324-1